# 七瀬静香
七瀬 静香（ななせ しずか、1989年3月23日 - ）は、兵庫県出身の女性タレント。ジャンバリ.TV（グローエンターテイメント）所属。学生時代はバレー部に所属。趣味は読書と料理。
婚約者がいたが結婚破棄となった事を公表。結婚は50歳位に出来ればいいと話している。
同業者のジロウと熱愛疑惑が浮上したが、両者とも恋人の存在は否定している。

## 略歴
高校を卒業後、パチンコ・パチスロがメインのゲームセンターでアルバイトを始め、そこで、当時ジャンバリTVに所属していた愛田笑子からスカウトを受けるが辞退。
その後友人とジャンバリTVの面接を受ける事になり見事合格。
ジャンバリ.TVをメインにネット動画や専門チャンネルのパチンコ・パチスロ番組、競艇番組に多数出演している。

## 出演番組
※特記が無いものに関しては、全て「ジャンバリ.TV」で放映。
- 夫婦漫枚（2016年11月2日 - 2022年4月9日）
- 井の中のエース（2018年7月27日 - 2021年1月31日）
- まんふく 〜万枚を出して幸福に〜（2019年9月2日 - 2021年11月1日）
- 甲子園に連れて行って（2020年3月6日 - 2020年10月30日）
- 静香＆マリアのななはん（2020年12月2日 - ）
- 夫婦漫舟（2021年7月15日 - ）
- 大勝ロマン（2023年5月24日 - ）